# IBM
IBM és l'acrònim d'International Business Machines (NYSE IBM) també coneguda col·loquialment com el gegant blau. És una empresa d'informàtica, radicada als Estats Units, que treballa en el món de la informàtica des dels seus diferents vessants (maquinari, programari, sistemes operatius i serveis diversos). Exemples de programari desenvolupat per IBM per al PC són DisplayWrite, Drawing Assistant i TopView.
Té la seu central a Armonk (Estats Units) i és la major empresa informàtica del món, amb fàbriques i oficines repartides per 160 països del món.
Fundada el 1911 a Nova York, com a fusió de tres empreses constructores de maquinària d’oficina i de precisió: Tabulating Machine Company, International Time Recording Company i Computing Scale Company. s'expandí considerablement amb la invenció de la tabuladora-impressora i la difusió de les targetes perforades.
Amb més de 330.000 empleats a tot el món i ingressos per valor de 96 mil milions de dòlars (xifres de 2004), IBM és l'empresa de tecnologia de la informació més gran al món, i una de les poques fundada al segle xix.
A Espanya hi té 6.900 empleats i opera des de 1926. Des de 2013, Marta Martínez Alonso és la Presidenta per a Espanya, Portugal, Grècia i Israel.
Té enginyers i assessors a més de 170 països i laboratoris de desenvolupament situats a tot el món, en tots els camps de la informàtica i de la tecnologia de la informació. L'empresa és pionera en alguns d'ells, des dels ordinadors centrals fins a la nanotecnologia.
En aquests darrers anys, els serveis i els ingressos de consultoria han estat més grans que els derivats de la fabricació i venda d'ordinadors o programari. Samuel J. Palmisano va ser escollit CEO el 29 de gener de 2002 després d'haver dirigit els Serveis Globals d'IBM i ajudar l'empresa a convertir-se en un negoci amb uns ingressos de 100.000 milions de dòlars el 2004.
El 2002 l'empresa reforçava les seves capacitats consultives de negoci adquirint el braç de consultoria de l'empresa de serveis professionals PricewaterhouseCoopers. L'empresa se centra cada vegada més en la consultoria, els serveis i el programari, posant l'accent també en xips i tecnologies de maquinari d'alt valor afegit; el 2005 hi tenia contractats aproximadament 195.000 professionals tècnics. L'àrea d'investigació d'IBM té vuit laboratoris; cinc d'aquests són a fora dels Estats Units, però tots a l'hemisferi nord. Entre els empleats d'IBM hi ha diversos guanyadors del premis Nobel. Als EUA, han guanyat quatre premis Turing, cinc Medalles Nacionals de Tecnologia i cinc Medalles Nacionals de Ciència, i a fora dels Estats Units, molts equivalents.
| Any  | Núm. de patents |
| ---- | --------------- |
| 2003 | 3415            |
| 2002 | 3288            |
| 2001 | 3411            |
| 2000 | 2886            |
| 1999 | 2756            |
| 1998 | 2658            |
| 1997 | 1724            |
| 1996 | 1867            |
| 1995 | 1383            |
| 1994 | 1298            |
| 1993 | 1087            |

## Història

### 1881-1929
A partir del segle xix, es van desenvolupar diverses tecnologies que formarien part de les empreses predecessores d’IBM: Julius E. Pitrap va patentar l'escala de la computació. al 1885; Era una màquina de pesar que indica tant el pes com el peu de venda adequat per aquest pes. Julius Pitrat de Gallipolis, Ohio, va patentar la primera escala de la computació, l'any 1885. Sis anys més tard, Edward Canby i Orange Ozias de Dayton, Ohio també, van comprar-li les patents i van elevar The Compunting Scale Company a primer venedor mundial d'escala d'informàtica. Quatre anys després, The Computing Scale Company va crear la primera escala de computació automàtica. El 1911, la companyia d'escala de computació es va fusionar amb la companyia internacional d'enregistrament de temps i amb la companyia de màquines de tabulació per formar l'empesa Computing-Tabulating-Recordering, rebatejada més tard com a IBM el 1924. Alexander Dey va inventar el dial de gravació al 1888; i al 1889, Herman Hollerith va patentar la "Màquina de tabulació elèctrica" i finalment Willard Bundy va inventar un rellotge de registre per gravar els temps d'arribada i sortida dels empleats a una cinta de paper.
El 16 de juny de 1911, aquestes tecnologies i les seves respectives empreses van ser fusionades per Charles Ranlett Flint per formar la Computing-Tabulating-Recording Company (C-T-R). La companyia, ubicada a la ciutat de Nova York, comptava amb 1.300 empleats i diverses oficines i plantes a Endicott i Binghamton, Nova York; Dayton (Ohio); Detroit, Michigan; Washington DC, Toronto i Ontario. Inicialment la CTR va fabricar i va vendre una àmplia gamma de maquinària, des d'escales comercials i sistemes per al control d'empleats industrials fins a talladores automàtiques de carn i formatge. A més fabricaven tabuladores i equips per a la gestió de targetes perforades, que serien un element clau dels futurs ordinadors. Amb el temps, CTR es va centrar en aquests equips i van deixar de costat a la fabricació de la resta de productes.
Flint va reclutar a Thomas John Watson, de la National Cash Register Company, per ajudar a conduir l'empresa al 1914. Watson va implementar "incentius generosos de vendes, un enfocament en els seus serveis al client, una insistència en venedors ben mudats amb vestits foscos, i un fervor evangèlic per inculcar l'orgull de l'empresa i la lleialtat corporativa en cada empleat". El seu eslògan preferit era "THINK "(" PENSA "), es va convertir en un mantra per als empleats de CTR.
Mesos més tard d'haver-se unit a la companyia, Watson es va convertir en el president de l'empresa. La companyia es va centrar a proporcionar solucions de tabulació per a empreses, deixant el mercat de productes petits a altres companyies. Durant els primers quatre anys en què Watson fos president de CTR, els ingressos de l'empresa s'havien duplicat. A part, les seves operacions es van expandir a Europa, Amèrica del Sud, Àsia i Austràlia. El 14 de febrer de 1924, CTR va ser reanomenada com a International Business Machines Corporation (IBM), citant la necessitat d'alinear el seu nom amb "el creixement i l'expansió de les seves activitats".

### 1930-1979
Al 1937 els equips de tabulació d'IBM van permetre que les organitzacions processessin quantitats d'informació sense precedents, amb diversos clients com el Govern federal dels Estats Units, durant el seu esforç per mantenir els registres d'empleats per a 26 milions de persones segons el "Social Security Act". Un altre client era el Tercer Reich, principalment a través del seu filial alemany, Dehomag. Al juny de 1937, Thomas Watson, el president fundador de l'empresa, va reunir-se amb Adolf Hitler per discutir amb ell les qüestions del subministrament d'equips. Finalment, va acceptar una distinció que més tard aniria en contra seu: una medalla creada per estrangers "que demostraven ser dignes del Reich alemany". Plena d'esvàstiques i àguiles, la medalla confirmava la contribució d'IBM amb l'automatització de l'Alemanya nazi.
Al 1941 Watson va tornar la medalla, i les tecnologies de l'empresa van passar a ser utilitzades per a subministraments arrendats a Auschwitz i altres camps nazis per a acomodar als presoners. Durant la Segona Guerra Mundial, IBM va produir armes portàtils, com ara la carrabina M1 i el fusell automàtic Browning. Finalment, al 1944, es va completar la construcció de la computadora "Automatic Sequence Controlled Calculator" (Calculadora controlada per seqüència automàtica), també coneguda com a Harvard Mark I. Mark I, construïda per l'Armada dels Estats Units, va ser la primera màquina capaç d'executar càlculs complexos automàticament, estava basada en interruptors electromecànics.
Al 1952 Thomas Watson Jr., fill de Watson, es va convertir en el nou president de l'empresa, acabant gairebé els 40 anys de lideratge del seu pare. El 1953, IBM va crear l'IBM 701, el primer gran ordinador basat en les vàlvules d'emissió, tecnologia que va substituir els interruptors electromecànics. Un any més tard, al 1954, va introduir l'IBM 650. Al 1956, Arthur L. Samuel, del laboratori d'IBM situat a Poughkeepsie, Nova York, va programar un IBM 704 per jugar a les dames utilitzant un mètode pel qual la màquina "podria aprendre" a partir de la seva pròpia experiència. Es creu que aquest és el primer programa de "autoaprenentatge", una demostració del concepte d'intel·ligència artificial.
Un any més tard IBM va desenvolupar el primer sistema d'emmagatzematge informàtic basat en disc, anomenat IBM 305 RAMAC, i amb aquest va crear el llenguatge de programació científica FORTRAN (FORmula TRANslation). El RAMAC ATOGA era el predecessor dels discos durs actuals i estava format internament per cinquanta discos. Al 1959, els transistors van començar a substituir les vàlvules de buit. Un dels primers computadors d'IBM basats en transistors va ser l'IBM 7090. Anteriorment, a aquesta època, els computadors eren utilitzats principalment en centres d'investigació i de govern, no van ser usats regularment per empreses.
A començament dels anys 1960, IBM va començar a transformar-se en una empresa dedicada exclusivament a la informàtica, deixant progressivament la fabricació d'equips per a targetes perforades i màquines d'escriure.
Al 1961 Thomas Watson Jr. va ser triat com a president de la junta, i Albert Lynn Williams es va convertir en president de la companyia. IBM va començar a desenvolupar el sistema de reserves Sabre (Semi-Automatic Business-Related Environment) per American Airlines. Al 31 de juliol de 1961, van introduir al mercat una nova màquina d'escriure, "Selectric", la qual va acabar tenint molt d'èxit.
Al 1963 el sistema hexadecimal actual va ser introduït per primera vegada en informàtica per IBM, i els empleats i computadors d'IBM van ajudar a la NASA quan estava seguint l'orbital de vols dels astronautes del Programa Mercury, i un any després, l'empresa va traslladar les seves operacions a la ciutat de Nova York a la seva seu actual a Armonk. La segona meitat d'aquesta dècada va veure que IBM continuava el seu suport d'exploració espacial, participant en el Programa Gemini del 1965, el vol del Saturn IB el 1966 i el primer aterratge d'un home humà a la Lluna al 1969.
El 7 d'abril de 1964, IBM va llançar el System/360, la primera arquitectura de computadors que permetia intercanviar els programes i perifèrics entre els diferents equips components de l'arquitectura, a diferència de l'existent anteriorment, quan cada equip era una caixa tancada incompatible amb les altres. L'ordre de crear aquesta arquitectura va partir directament del gerent d'IBM de l'època, Thomas Watson Jr. El desenvolupament del System/360 va ser tan costós que pràcticament va portar a la ruïna a la companyia, però finament va tenir tant èxit al llançar-se al mercat que els nous ingressos i el lideratge que va aconseguir respecte als seus competidors van compensar tots els costos.
Va ser aquest èxit que va provocar que a mitjans dels anys 1960 l'empresa d'IBM fos investigada pel monopoli. De fet, va tenir un judici, que va començar al 1969, on IBM va ser acusat d'intentar monopolitzar el mercat dels dispositius electrònics de propòsit general, concretament el mercat de computadors empresarials. El judici va continuar fins a 1983 i va tenir un gran impacte a les pràctiques de l'empresa. Al 1969, IBM introdueix l'enginyeria en sistemes computacionals com un càrrec laboral.

### 1980-present
El 1981 IBM va crear l'IBM PC, que és l'ordinador personal amb més èxit de tots els temps. Aquest èxit no era esperat per IBM, que va crear l'IBM PC de forma ràpida i comprant components de gamma baixa a altres fabricants, cosa que no havia fet fins al moment, perquè l'IBM PC no absorbís part del mercat de computadors més potents de IBM. A més, el sistema operatiu de l'IBM PC tampoc va ser creat per IBM, sinó que va ser contractat a Microsoft. Poc després van començar a aparèixer equips compatibles amb l'IBM PC d'altres fabricants, i Microsoft va començar a créixer en vendre llicències del sistema operatiu de l'IBM PC a aquests altres fabricants, ja que aquest ordinador no va ser creat de nou per IBM.
Durant els anys 1980, IBM va obtenir quatre premis Nobel. Al 1991, l'empresa va formar Lexmark quan va vendre les seves operacions d'impressores a l'empresa d'inversió Clayton and Dubilier.
El 19 de gener de 1993, IBM va obtenir unes pèrdues de prop de 8.000 milions de dòlars, reconegut com el record de pèrdues d'una empresa de tota la història dels Estats Units. Part d'aquestes pèrdues van ser causades perquè l'IBM PC va absorbir gran part del mercat de computadors més potents i els fabricants de computadors compatibles amb l'IBM PC cada vegada tenien més quota de mercat. El gran canvi d'IBM va ser al 1993, quan Louis V. Gerstner es va convertir en el primer executiu d'alt nivell de la història d'IBM. Lou, com se'l coneix, havia estat president a algunes empreses de fabricació d'aliments, cigarrets i targetes de crèdit, però mai d'empreses de tecnologia. A partir de llavors, IBM va començar a transformar-se en una empresa de serveis, reduint la seva dependència econòmica de la venda d'equips. Aquesta tendència es va incrementar, especialment des que al 2002 quan Samuel J. Palmisano, successor de Lou, va deixar de dirigir la branca de serveis d'IBM per convertir-se en el nou primer executiu de l'empresa. Al 2003, al voltant del 50% dels ingressos d'IBM provenien de la branca de serveis, mentre que la venda d'equips suposava aproximadament el 30%.
El 1999, diversos milers d'equips Aptiva 240, 301, 520 i 580 fabricats entre el 5 i el 17 de març van ser llançats portant el virus CIH, just un mes abans que s'activés.
L'octubre de 2002, IBM va adquirir PricewaterhouseCoopers, una empresa de serveis professionals, per USD 3 900 milions. L'empresa de consultoria va ser absorbida a IBM Global Business Services, augmentant la mida i les capacitats de la pràctica de consultoria de IBM.
El 10 de desembre de 2004, IBM va acabar les negociacions encaminades a vendre la divisió per a ordinadors personals al grup xinès Lenovo per 650 milions de dòlars en efectiu i 600 milions més en accions (un 19% de Lenovo). Juntament amb la divisió de PC, Lenovo aconsegueix al voltant de 10.000 empleats d'IBM i el dret a usar les marques IBM i Thinkpad durant cinc anys. El 2009, IBM va adquirir l'empresa de programari SPSS Inc., i el mateix any, el programa de supercomputació Blue Gene va ser premiat amb la Medalla Nacional de Tecnologia i Innovació per Barack Obama, el president dels Estats Units.
El 2011 IBM va comprar a l'empresa i 2 que produeix programari d'anàlisi visual, el principal es diu Analyst s Llibreta que ha rebut diversos premis com a tecnologia de punta.
El 2011, IBM va guanyar atenció mundial per al seu programa d'intel·ligència artificial "Watson," que era exposat en el concurs de televisió Jeopardy !, derrotant a dos campions notables del programa, Ken Jennings i Brad Rutter.
El 19 de març del 2018, IBM va crear l'ordinador més petit del món.
Els inversors d'IBM van denunciar a la companyia per la cooperació amb l'Agència de Seguretat Nacional americana, que ha causat que el preu de les accions caigui després de les revelacions d'espionatge massiu de la NSA, a causa d'una caiguda d'exportacions, sobretot a països com China.
IBM també ha estat acusada de fer lobby per la Cyber Intelligence Sharing and Protection Act que permetrà IBM compartir dades dels clients amb la NSA.

## Galeria

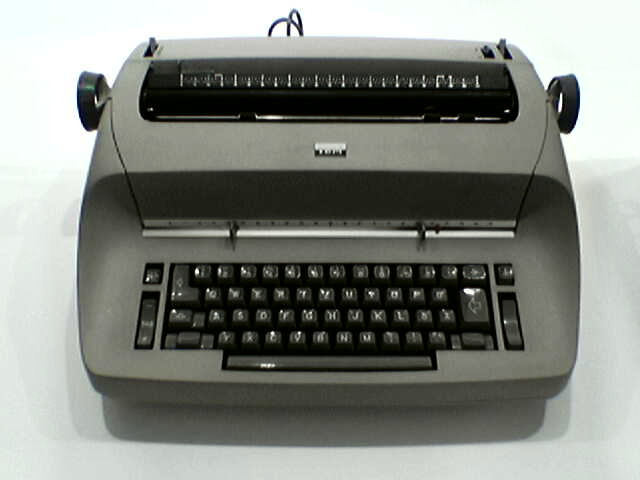
IBM Selectric
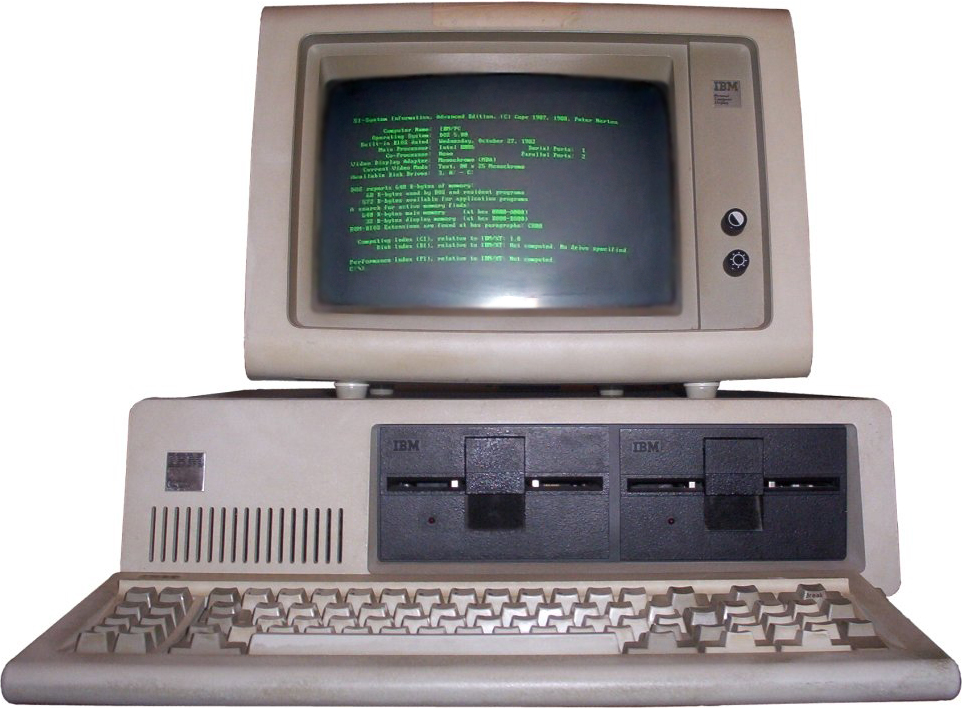
IBM-PC model IBM 5150
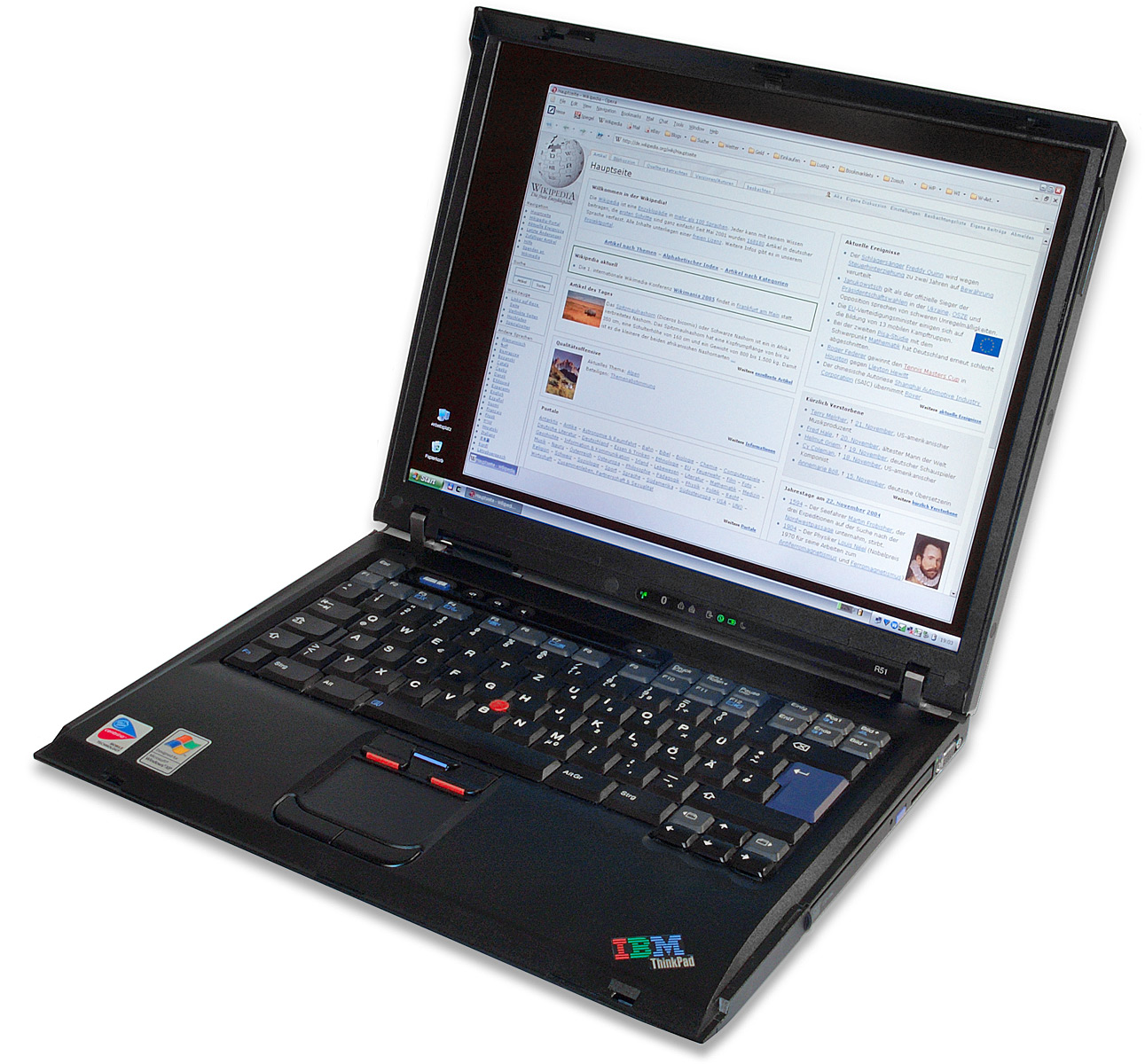
IBM ThinkPad R51